# Henry Cooper (Politiker)

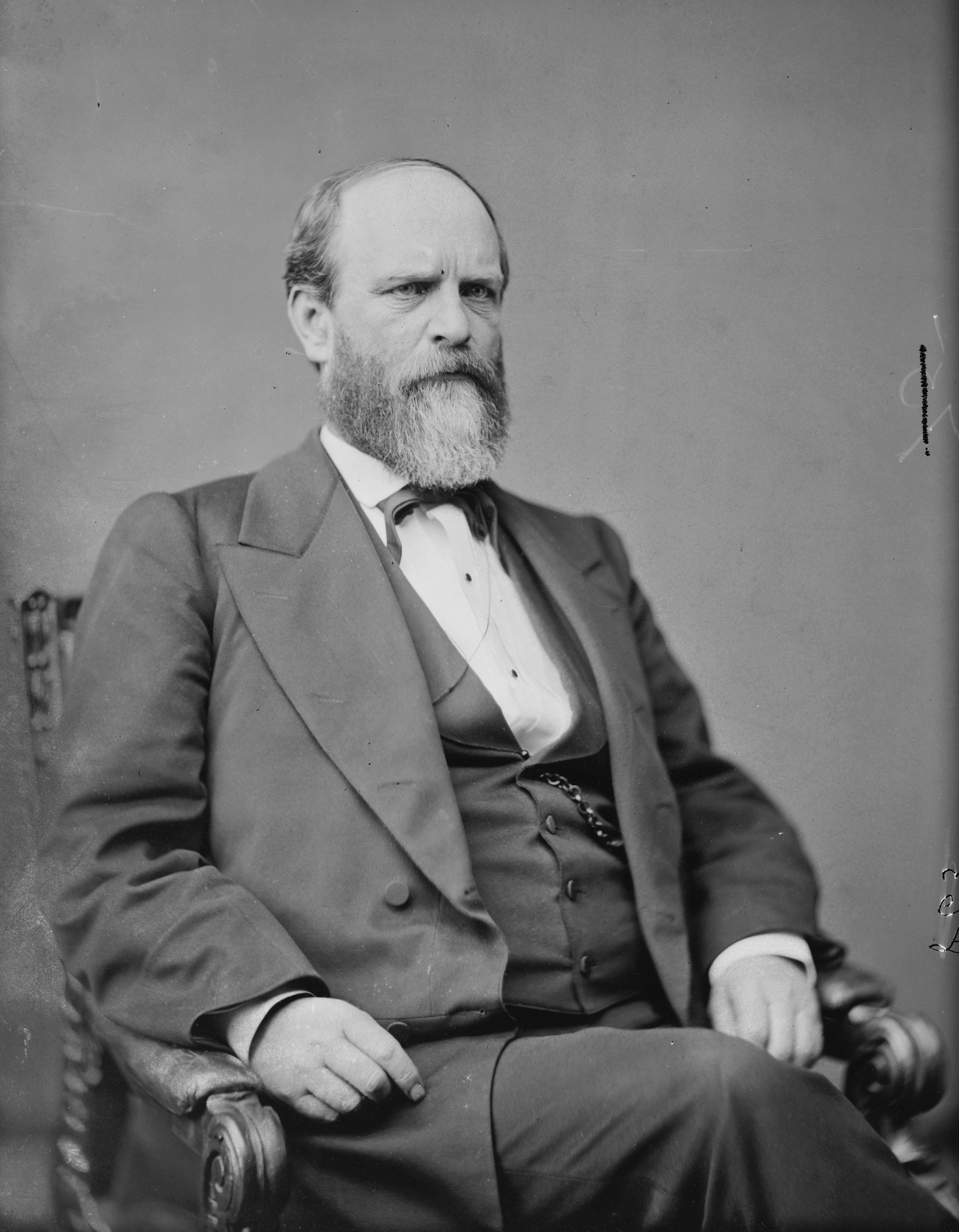
Henry Cooper

Henry Cooper (* 22. April 1827 in Columbia, Maury County, Tennessee; † 4. Februar 1884 in Tierra Blanca, Chihuahua, Mexiko) war ein US-amerikanischer Politiker der Demokratischen Partei.
Henry Cooper erhielt seine Schulbildung auf der Dixon Academy, einer Privatschule in Shelbyville. Später studierte er auf dem Jackson College in Jackson und graduierte dort 1847. Nach erfolgreichem Jura-Abschluss wurde er 1850 in die Anwaltskammer aufgenommen.
Der Demokrat Cooper zog 1853 erstmals ins Repräsentantenhaus von Tennessee ein und verblieb dort bis 1855; eine weitere Amtsperiode in Nashville schloss sich von 1857 bis 1859 an. In der Politik legte er in der Folge eine Pause ein, nachdem er im April 1862 zum Richter des ehemaligen 7. Gerichtskreises von Tennessee berufen worden war. Dieses Amt legte er im Januar 1866 nieder, um nach Lebanon zu ziehen, wo er an der Cumberland School of Law als Professor arbeitete.
1867 kehrte Cooper nach Nashville zurück, zwei Jahre später auch in die Politik, als er von 1869 bis 1870 Mitglied des Senats von Tennessee war. Von der Legislative seines Heimatstaates wurde er 1870 schließlich in den US-Senat gewählt. Nach sechsjähriger Amtszeit bewarb er sich nicht um die Wiederwahl und schied am 3. März 1877 aus dem Senat aus.
Henry Cooper stieg nach dem Ende seiner politischen Tätigkeit ins Bergbaugeschäft in Mexiko ein. In der Stadt Tierra Blanca im Bundesstaat Chihuahua wurde er am 4. Februar 1884 von Banditen ermordet.
Sein Bruder Edmund Cooper war von 1866 bis 1867 Mitglied des US-Repräsentantenhauses sowie von 1867 bis 1869 stellvertretender US-Finanzminister.